# Bürgerdialog Kernenergie
Der Bürgerdialog Kernenergie war von 1975 bis 1978 eine Reihe von Veranstaltungen, in der die deutsche Bundesregierung versuchte, in einen Dialog mit der wachsenden Zahl von Kernkraftgegnern zu kommen. Der Bürgerdialog Kernenergie wurde 1975 durch den damaligen Bundesforschungsminister Hans Matthöfer (SPD) nach schwedischem Vorbild initiiert. Der Bürgerdialog ergänzte die gesetzlich vorgeschriebene Bürgerbeteiligung im Rahmen der Bauleitplanung und war im Gegensatz zu diesem unverbindlich.

## Hintergrund
Im Konflikt um das Kernkraftwerk Wyhl versuchte die Bundesregierung seit 1975, selbst aktiv in die öffentliche Diskussion einzugreifen. Der Bundesminister für Forschung und Technologie Hans Matthöfer wurde beauftragt, Diskussions- und Seminarveranstaltungen zu organisieren, in denen Gegner und Befürworter der Kernenergie untereinander und mit der Bundesregierung ins Gespräch kommen sollten.
Nachdem der Bundesminister für Forschung und Technologie Hans Matthöfer am 6. März 1975 das Angebot eines „vertrauensvollen Dialogs mit dem mündigen Bürger“ gemacht hatte, forderte Hartmut Gründler aus Tübingen, der auf dem besetzten Bauplatz für das Kernkraftwerk Wyhl einen Hungerstreik durchführte,  die Einrichtung einer Wanderausstellung über „die volle Wahrheit über Atomkraftwerke“.

## Zusicherung des „Bürgerdialogs Kernenergie“
Hartmut Gründler brach im Juni 1975 in Wyhl einen erneuten Hungerstreik ab, als von Matthöfer die Einrichtung des „Bürgerdialogs Kernenergie“ zugesichert wurde, an dem er sich dann mehrfach beteiligte. Klaus Lang, der im BMFT für den „Bürgerdialog Kernenergie“ zuständig war und auch im Juni 1976 Gründler in Tübingen von einem weiteren Hungerstreik abzubringen versuchte, hat später angegeben, dass es „schon ein durchsetzungsorientierter Dialog der Bundesregierung“ war, den er allerdings fair und offen zu gestalten suchte, zumal auch in den Broschüren des Ministeriums, z. B. der „Bürgerinformation“ vom Oktober 1975, Kernkraftgegner zu Wort gekommen sind.

## Praxis der Bürgerdialog-Veranstaltungen
Der Auftakt des Bürgerdialogs fand am 22. Juli 1975 in Bonn statt. Matthöfer stellte sich über drei Stunden lang einem Gespräch mit 21 Sprechern von Bürgerinitiativen und legte sich auf eine Folge von etwa zehn öffentlichen Diskussionen mit ihnen fest. Zu Beginn des Gespräches waren über 20 Journalisten anwesend. Eine vom Battelle-Institut dokumentierte Bürgerdialog-Veranstaltung fand am 21. März 1976 in Darmstadt kurz vor der Inbetriebnahme des Kernkraftwerks Biblis B statt. Anwesend waren neben zahlreichen Bürgern der Bundesforschungsminister mit seinem Referenten, ein KKW-Direktor und ein RWE-Vertreter, auf der anderen Seite Vertreter des Bundesverband Bürgerinitiativen Umweltschutz und eine Studentengruppe vom Arbeitskreis Umwelt an der TH Darmstadt.